# میلتن (آیووا)
میلتن (به انگلیسی: Milton) شهری در ایالت آیووا کشور ایالات متحده آمریکا است که جمعیت آن در سرشماری سال ۲۰۱۰ میلادی، ۴۴۳ نفر بوده‌است.